# Eleutherodactylus albipes
Espèce
Statut de conservation UICN

 CR B1ab(iii) : 
En danger critique
Eleutherodactylus albipes est une espèce d'amphibiens de la famille des Eleutherodactylidae.

## Répartition
Cette espèce est endémique de la province de Santiago de Cuba à Cuba. Elle se rencontre de 1 200 à 1 974 m d'altitude dans la Sierra Maestra.

## Description
Les femelles mesurent jusqu'à 33 mm.

## Publication originale
- Barbour & Shreve, 1937 : Novitates cubanae. Bulletin of the Museum of Comparative Zoology, vol. 80, p. 377-387 (texte intégral).